# 샤이나 마그다야오
샤이나 마그다야오(Shaina Magdayao, 1989년 11월 6일 ~ )는 필리핀의 배우, 가수, 댄서, 모델이다.